# Церква Покрови Пресвятої Богородиці (Задарів)
Церква Покрови Пресвятої Богородиці в Задарові — парафія і храм православної громади Монастириського деканату Тернопільсько-Бучацької єпархії Православної церкви України в селі Задарів Монастириської громади Чортківського району Тернопільської области.  Пам'ятка архітектури місцевого значення.

## Історія церкви
Парафія заснована в 1757 році. Дерев'яна церква збудована в 1764 році. Метричні книги велися від 1758 до 1775 року і знову від 1785 року.
У [1884] році згадується ще одна церква в околицях (Святого Івана Хрестителя), яку раніше обслуговували монахи-василіяни.
1886 року вимурувана кам'яна церква, яка реставрована у 2011 році.

## Парохи
- о. Яків Палатинський ([1832]—1844)[3]
- о. Іван Дем'яновський (1844—1845, адміністратор)[3]
- о. Василь Палатинський (1845—1850+)[3]
- о. Антін Сірецький (1850—1851)[3]
- о. Йосиф Кернякевич (1851—1871)[3]
- о. Лоньгин Скалис (1871—1873, адміністратор)[3]
- о. невідомий (1873—1919+)[3]